# Ambassade de Guinée en Afrique du Sud
L'Ambassade de Guinée en Afrique du Sud est une mission diplomatique de la république de Guinée en Afrique du sud.
L'ambassade de Guinée en Afrique du sud est située dans la capitale Pretoria.

## Histoire

### Liste des ambassades
| N° | Nom et prénoms    | titre de fonction   | Début            | Fin              |
| -- | ----------------- | ------------------- | ---------------- | ---------------- |
| 1  | Hawa Diakité      | ambassadeur         |                  | 4 février 2022   |
| 2  | Vincent Koné      | Chargé des affaires | 9 février 2022   | 25 novembre 2023 |
| 3  | Moriba Alain Koné | ambassadeur         | 25 novembre 2023 | En cours         |